# Monkesolbi
Monkesolbi (Dufourea halictula) är en biart som först beskrevs av Nylander 1852.  Monkesolbi ingår i släktet solbin, och familjen vägbin. Inga underarter finns listade.

## Beskrivning
Ett litet bi med mattsvart grundfärg och vit till ljusgrå behåring. Längden uppgår till 4–5 mm.

## Ekologi
Monkesolbiet uppträder främst  på marker med upprepad mekanisk störning som militära skjutfält, betesmarker och sandtäkter, gärna stäppliknande områden med finkornig sand, men den kan även uppträda på trädesåkrar, andra gräsmarker, buskageområden och sanddyner. Flygtiden varar från mitten av juni till slutet av augusti; hanarna börjar flyga tidigare än honorna.
Arten är oligolektisk, pollen till larvernas näring hämtas bara från en familj, klockväxter, och speciellt från blåmunkar. Vissa honor (det är bara de som samlar pollen), kan även besöka andra arter i samma familj, som nässelklocka.
Som alla solbin är monkesolbiet en solitär art, som gräver ut sitt larvbo i marken, för denna art gärna i stenig, packad sandjord.

## Utbredning
Monkesolbiet förekommer i stora delar av Europa med sydgräns i Spanien och Italien (Sardinien), östgräns i Ryssland och nordgräns till omkring 62°N, dock med undantag för Island, Brittiska öarna (där den senast sågs i England 1953) och italienska fastlandet.
I Sverige förekommer den i Götaland med nordgräns i Halland och norra Småland; inklusive Öland men exklusive Gotland. Den svenska förekomsten minskar, och arten är rödlistad som sårbar ("VU").
Arten saknas i Finland.